# Лунфардо
Лунфа́рдо (исп. lunfardo) — социолект, иногда рассматриваемый как особый жаргон испанского языка Буэнос-Айреса (Аргентина), а также в соседнем Монтевидео (Уругвай) конца XIX — первой половины XX веков, сформировавшийся под влиянием итальянского языка, распространённого в рабоче-иммигрантской среде.

## Происхождение
В Аргентине, а точнее в Буэнос-Айресе, отличие местного испанского языкового варианта от классического кастильского диалекта средневековой Испании особенно заметно. Аргентина и Уругвай пережили массовую иммиграцию европейцев в 1880—1930 годах, когда в эти страны прибыло около 3,5 миллионов иммигрантов, причём испанцы составляли лишь около трети всего потока, а основная масса были крестьянами с юга Италии (Медзоджорно), говорящими на близкородственных испанскому диалектах (см. сицилийский язык). Массовый приток итальянцев, большинство из которых никогда не учило испанский язык, но тем не менее его понимало, привели к формированию особого пролетарского социолекта, называемого лунфардо (lunfardo), который начал формироваться ещё при испанских каторжниках, которых ссылали в эти края в XVII—XVIII веках.

## Характерные особенности
Характерная особенность лунфардо — инверсия слогов в словах:
- gotán вместо tango (танго) (отсюда название французско-аргентинской группы Gotan Project),
- jermu вместо mujer (женщина),
- sope, вместо peso (песо, денежная единица Аргентины)
- biaru, вместо rubia (блондинка)

## Аналогии
Подобно лунфардо, в канадском Монреале (Квебек) в конце XIX — начале XX века сформировался особый социолект французского языка — жуаль под сильным влиянием английского языка иммигрантов. Но в отличие от жуаля лунфардо образовался при контакте двух близкородственных языков, а поэтому скорее напоминает украинско-русский суржик или белорусско-русскую трасянку. Тем не менее, в отличие от ныне широко распространённых трасянки и суржика, лунфардо постепенно угас с введением массового образования в Аргентине во второй половине XX века, но повлиял на формирование фонетики и лексики аргентинского варианта испанского языка.